# Antonio Maria Frosini
Antonio Maria Frosini (Modena, 8 settembre 1751 – Roma, 8 luglio 1834) è stato un cardinale italiano.
Fu nominato cardinale della Chiesa cattolica da papa Pio VII.

## Biografia
Nacque a Modena l'8 settembre 1751.
Papa Pio VII lo elevò al rango di cardinale nel concistoro del 10 marzo 1823.
Morì l'8 luglio 1834 all'età di 82 anni.